# Liste der Baudenkmäler in Waldbüttelbrunn
Auf dieser Seite sind die Baudenkmäler in der unterfränkischen Gemeinde Waldbüttelbrunn zusammengestellt. Diese Tabelle ist eine Teilliste der Liste der Baudenkmäler in Bayern. Grundlage ist die Bayerische Denkmalliste, die auf Basis des Bayerischen Denkmalschutzgesetzes vom 1. Oktober 1973 erstmals erstellt wurde und seither durch das Bayerische Landesamt für Denkmalpflege geführt wird. Die folgenden Angaben ersetzen nicht die rechtsverbindliche Auskunft der Denkmalschutzbehörde.

## Baudenkmäler nach Gemeindeteilen

### Waldbüttelbrunn
| Lage                                                                                           | Objekt                                           | Beschreibung | Akten-Nr.    | Bild           |
| ---------------------------------------------------------------------------------------------- | ------------------------------------------------ | --- | ------------ | -------------- |
| Au (südlich der B 8, ca. 1 km westlich des Ortsausgangs, östlich von Am Sommerrain) (Standort) | Bildstock                                        | Reliefaufsatz mit Hl.-Blut-Darstellung, auf Pfeiler über Postament, Sandstein, bezeichnet mit „1632“                                                                                | D-6-79-205-7 | weitere Bilder |
| August-Bebel-Straße 16 (Standort)                                                              | Wohngebäude                                      | eingeschossiger, verputzter Fachwerkbau mit Satteldach über hohem Sockel, 1753 | D-6-79-205-1 | weitere Bilder |
| August-Bebel-Straße 25 (Standort)                                                              | Wohngebäude                                      | eingeschossiger, verputzter Fachwerkbau mit Satteldach, bezeichnet 1738 | D-6-79-205-2 | weitere Bilder |
| Höchberger Straße 12 (Standort)                                                                | Bildstock                                        | Reliefaufsatz mit 14-Nothelfer-Darstellung, auf Säule über Postament, Sandstein, bezeichnet 1815                                                                                    | D-6-79-205-3 | weitere Bilder |
| Lindenstraße 9 (Standort)                                                                      | Ehemals katholische Pfarrkirche St. Bartholomäus | jetzt Gemeindesaal, Saalbau mit Chorturm und Spitzhelm, Turm spätgotisch, 1602 erhöht, Chor und Langhaus 18. Jahrhundert, im 19. Jahrhundert nach Westen erweitert, mit Ausstattung | D-6-79-205-4 | weitere Bilder |
| Ringstraße 6 (Standort)                                                                        | Bildstockkopf                                    | vermauerter kielbogiger Nischenaufsatz, Sandstein, bezeichnet 1725 | D-6-79-205-5 | BW             |
| Wannpfad (Standort)                                                                            | Bildstock                                        | Nischenaufsatz mit Sandsteinpietà des 19. Jahrhunderts, auf Postament mit Inschrift, 1. Hälfte 20. Jahrhundert                                                                      | D-6-79-205-6 | BW             |

### Mädelhofen
| Lage                         | Objekt                                | Beschreibung | Akten-Nr.     | Bild           |
| ---------------------------- | ------------------------------------- | --- | ------------- | -------------- |
| Alte Wingert (Standort)      | Bildstock                             | rundbogiger Nischenaufsatz mit Kreuzbekrönung und Reliefs von Fruchtgehängen, auf Säule über Postament, Sandstein, bezeichnet 1754 | D-6-79-205-10 | BW             |
| Nähe Kilianstraße (Standort) | Katholische Filialkirche Sankt Kilian | Saalbau mit eingezogenem Chor und nördlichem Dachreiter mit Zwiebelhaube, 1928, mit Ausstattung                                    | D-6-79-205-8  | weitere Bilder |
| Nähe Kilianstraße (Standort) | Bildstock                             | erneuerter Figurenaufsatz auf historischer Säule über Postament, Sandstein, bezeichnet 1799                                        | D-6-79-205-8  | weitere Bilder |
| Kilianstraße 13 (Standort)   | Wirtshausausleger                     | Schmiedeeisen, 2. Hälfte 19. Jahrhundert                                                                                           | D-6-79-205-9  | BW             |

### Roßbrunn
| Lage                                         | Objekt                               | Beschreibung | Akten-Nr.     | Bild |
| -------------------------------------------- | ------------------------------------ | --- | ------------- | --- |
| Am Vogelsberg (Standort)                     | Friedhof                             | ummauerte Anlage mit Grabdenkmälern des 19. Jahrhunderts, u. a. der Grabstätte der Familie Horn | D-6-79-205-12 | weitere Bilder                                                                                             |
| Am Vogelsberg (Standort)                     | Friedhofskreuz                       | Kruzifix auf Postament mit Inschriftenfeld, Sandstein, bezeichnet 1814 | D-6-79-205-12 | weitere Bilder                                                                                             |
| B 8, Ziegeläcker ()                          | Brückenreste                         | der sogenannten „Alten Postbrücke“, in Form einer langgestreckten mächtigen Füllmauer mit sieben rundbogigen Durchlässen, Mitte 18. Jahrhundert nicht nachqualifiziert, im Bayerischen Denkmal-Atlas nicht kartiert | D-6-79-205-25 | |
| Herrenwiese (Standort)                       | Kreuz                                | bezeichnet 1673 | D-6-79-205-21 | BW |
| Judenholz, Wanne (Standort)                  | Bildstock                            | giebelbedachter Nischenaufsatz mit Kreuzbekrönung, auf erneuertem Pfeiler, Sandstein, bezeichnet 1880 | D-6-79-205-18 | BW |
| Lanningsrain (Standort)                      | Kreuzweg                             | vierzehn Stationen mit figürlichen Relieftafeln, Sandstein, von Nicolaus Köster, 1897, mit abschließender Kreuzigungsgruppe und Ölberrelief als Auftakt, wohl gleichzeitig                                          | D-6-79-205-19 | weitere Bilder                                                                                             |
| Posthäuser (neben dem Wasserhaus) (Standort) | Steinkreuz                           | Sühnekreuz, gleichschenkliges Kreuz aus Rotsandstein, wohl spätmittelalterlich | D-6-79-205-33 | [[Vorlage:Bilderwunsch/code!/C:49.798611,9.757184!/D:Posthäuser (neben dem Wasserhaus), Steinkreuz!/\|BW]] |
| Posthäuser 1 (Standort)                      | Wohngebäude                          | dreigeschossiger Massivbau mit Satteldach, Bruchstein mit Hausteingliederung, bezeichnet 1836 | D-6-79-205-13 | weitere Bilder                                                                                             |
| Posthäuser 5 (Standort)                      | Ehemalige Poststation                | zweigeschossiger Mansardgiebeldachbau mit Sockelgeschoss, Fachwerkobergeschoss und Tordurchfahrt, bezeichnet 1807 und 1817                                                                                          | D-6-79-205-14 | weitere Bilder                                                                                             |
| Rouchesbrunnstraße (Standort)                | Katholische Pfarrkirche Sankt Joseph | Saalbau mit eingezogenem Chor und Fassadenturm mit Spitzhelm, neugotisch, 1868, mit Ausstattung | D-6-79-205-15 | weitere Bilder                                                                                             |
| Rouchesbrunnstraße (Standort)                | Gefallenendenkmal                    | für die Gefallenen des Krieges 1914-18, Stele mit Relief eines schlafenden Soldaten, um 1920 | D-6-79-205-15 | weitere Bilder                                                                                             |
| Rouchesbrunnstraße 2 (Standort)              | Wappenstein                          | über der Pforte, Sandstein, bezeichnet 1735 | D-6-79-205-16 | BW |
| Unterm Dorf (Standort)                       | Bildhäuschen                         | erneuerter Nischenaufsatz auf Sockel mit Inschrift, Sandstein, bezeichnet 1814 | D-6-79-205-22 | weitere Bilder                                                                                             |
| Uettinger Straße 7 (Standort)                | Kellerbogen                          | bezeichnet 1719 | D-6-79-205-17 | BW |
| Vogelsberg (Standort)                        | Gefallenendenkmal                    | für die Gefallenen des Krieges von 1866, Kreuz auf Postament mit Reliefs von Kriegsgerät, Sandstein, um 1866 | D-6-79-205-20 | Gefallenendenkmal                                                                                          |
| Wetzgraben (Standort)                        | Kapelle                              | kleiner Bruchsteinmauerwerksbau mit Satteldach, neugotisch, bezeichnet 1853 | D-6-79-205-23 | weitere Bilder                                                                                             |
| Wetzgraben (Standort)                        | Bildstock                            | baldachinbekrönter Reliefaufsatz mit Kreuzigungsszene, auf ornamentiertem Pfeiler, Sandstein, bezeichnet 1751. | D-6-79-205-24 | weitere Bilder                                                                                             |

## Ehemalige Baudenkmäler
In diesem Abschnitt sind Objekte aufgeführt, die früher einmal in der Denkmalliste eingetragen waren, jetzt aber nicht mehr. Objekte, die in anderem Zusammenhang – also z. B. als Teil eines Baudenkmals – weiter eingetragen sind, sollen hier nicht aufgeführt werden. Aktennummern in diesem Abschnitt sind ehemalige, jetzt nicht mehr gültige Aktennummern.

| Lage                                       | Objekt                 | Beschreibung | Akten-Nr. | Bild                   |
| ------------------------------------------ | ---------------------- | --- | --------- | ---------------------- |
| Roßbrunn Pfarrweg 3, Pfarrweg 1 (Standort) | Ehemalige Zehntscheune | eingeschossiger Massivbau mit Krüppelwalmdach und geohrten Fensterrahmungen, bezeichnet 1735 am anschließenden Raiffeisenbank-Neubau Wappenstein, bezeichnet 1735 |           | Ehemalige Zehntscheune |